# Võ Hoàng Yến
Võ Hoàng Yến (sinh ngày 29 tháng 10 năm 1988) là một nữ người mẫu kiêm nhân vật truyền hình người Việt Nam. Được đánh giá là một trong những người mẫu Việt Nam xuất sắc nhất trong thế hệ của mình, cô từng đoạt giải vàng Siêu mẫu Việt Nam 2008 và đoạt danh hiệu Á hậu 1 của Hoa hậu Hoàn vũ Việt Nam 2008, qua đó cô trở thành đại diện cho đất nước Việt Nam tham dự tại Hoa hậu Hoàn vũ 2009.

## Tiểu sử và sự nghiệp
Võ Hoàng Yến tham gia cuộc thi Hoa hậu phụ nữ Việt Nam qua ảnh trong năm 2006 và đã lọt vào top 10. Sau cột mốc này, Yến đã đặt chân vào showbiz với vai trò người mẫu.
Cô được coi là 1 trong những gương mặt triển vọng nhất trong giai đoạn đầu của cuộc thi Siêu mẫu Việt Nam 2008. Với chiều cao 1,78 m cùng đôi chân dài 1,10 m, Yến đã đạt được giải Vàng cuộc thi này cũng như nhận được giải thí sinh nhận được tin nhắn bầu chọn nhiều nhất.
Võ Hoàng Yến đã giành được ngôi vị Á hậu 1 cuộc thi Hoa hậu Hoàn vũ Việt Nam 2008 và sau đó đại diện cho Việt Nam tham dự cuộc thi Hoa hậu Hoàn vũ 2009 tổ chức tại đảo quốc Bahamas.

### Hoạt động về sau
Chương trình đào tạo người mẫu F- Academy, là chương trình nhằm tìm kiếm gương mặt người mẫu trẻ dành cho ngành công nghiệp thời trang tại Việt Nam nói riêng và đại diện cho kênh truyền hình FashionTV trong khu vực châu Á - Thái Bình Dương nói chung. Xuất hiện và nhận lời mời tại chương trình này với vai trò giám khảo trong khi thời gian qua, Yến đã tuyên bố giải nghệ nghề mẫu để làm DJ và ca sĩ. Cho nên, sự trở lại lần này của Võ Hoàng Yến với vai trò giám khảo trong cuộc thi tuyển chọn tài năng trẻ đã nhận được "rất nhiều sự quan tâm" của công chúng và dư luận.
Năm 2017, Yến quay trở lại với công chúng sau thời gian vắng bóng khi nhận lời mời làm cố vấn chuyên môn và giám khảo cho chương trình Vietnam's Next Top Model 2017 mùa giải all-stars. Yến tiếp tục xuất hiện trước công chúng khi kết hợp cùng MC Tùng Leo và Á hậu Huyền My trong chung kết cuộc thi Nữ Thần Bigo 2017 và làm giám khảo tại Miss Perfect Global Beauty 2017.
Sau vai trò giám khảo tại chương trình Vietnam's Next Top Model 2017, Yến tiếp tục xuất hiện với vai trò cố vấn chuyên môn và giám khảo catwalk cho các thí sinh trong Top 70 tại Hoa hậu Hoàn vũ Việt Nam 2017.
Năm 2019, Yến làm tham gia Vietnam's Next Top Model với vai trò hosting, bên cạnh 2 giám khảo, cố vấn chuyên môn Nam Trung và Á hậu 2 Hoa hậu Hoàn vũ Việt Nam 2017 Mâu Thị Thanh Thủy. Đồng thời, Yến tiếp tục đảm nhiệm vai trò cố vấn chuyên môn, giám khảo catwalk cho Top 60 Hoa hậu Hoàn vũ Việt Nam 2019.
Yến là thành viên trong ban giám khảo Hoa hậu Hoàn vũ Việt Nam 2022.

## Tạp chí
Tính đến năm 2019, Yến có tổng cộng 44 trang bìa tạp chí
| Năm  | Tạp chí            | Tháng |       |
| ---- | ------------------ | ----- | ----- |
| 2006 | MỐT                | 01    | [ 3 ] |
| 2007 | Golf & Life        | số 7  |       |
| 2007 | MỐT                | 03    |       |
| 2010 | Her World          |       |       |
| 2011 | NAM                |       |       |
| 2011 | Golf & Life        | 04    |       |
| 2011 | Thế giới điện ảnh  | 05    |       |
| 2011 | F Fashion          | 10    |       |
| 2012 | Phụ nữ thời đại    |       |       |
| 2013 | Golf & Life        |       |       |
| 2013 | Thời trang trẻ     |       |       |
| 2013 | Thời trang trẻ     | 04    |       |
| 2013 | Aviation           | 08    | [ 4 ] |
| 2014 | VStyle             | 03    |       |
| 2014 | Heritage Fashion   | 03-04 |       |
| 2014 | BusinessWoman      | 05    |       |
| 2014 | Đẹp                | 10    |       |
| 2014 | Sành Điệu          | 12    |       |
| 2015 | Đẹp                | 03    |       |
| 2017 | Thể thao & Văn hóa | 07    |       |
| 2017 | Timeout            | 05    |       |
| 2017 | Style              | 10    |       |
| 2017 | F Magazine         | 12    |       |
| 2018 | Her World          | 01    |       |
| 2018 | Đẹp                | 05    |       |
| 2018 | L'Offciel          | 09    |       |
| 2018 | Đẹp                | 11    | [ 5 ] |
| 2019 | Đẹp                | 03    |       |
| 2019 | Đẹp                | 05    |       |
| 2019 | F Magazine         | 09    |       |
| 2019 | Haper's Bazaar     | 11    |       |

## MV Ca nhạc
- Hãy nói với em (2013)
- Young (2017)
- Niềm tin trong ta (2019)

## Diễn xuất

### Phim truyền hình
- Acapella (2007)
- Những chàng trai và những cô gái

## Show diễn tiêu biểu
| Năm  | Vị trí     | Bộ sưu tập                               | Show diễn                                 | Nhà thiết kế         | Ref    |
| 2007 | Model      |                                          | Paris By Night 89 - In Korea              | Calvin Hiệp          | [ 6 ]  |
| 2008 | Model      |                                          | Vietnam Fashion Week Fall/Winter          | Ngọc Diệu            |        |
| 2010 | Model      | Long lanh giọt sương                     | Thời trang và Cuộc sống                   | Demi Duy             | [ 7 ]  |
| 2011 | Model      |                                          | Vietnam Fashion Week Spring/Summer        | Bích Hà              |        |
| 2012 | Model      | The Muse                                 | Thời trang Thu Đông                       | Đỗ Mạnh Cường        |        |
| 2012 | First Face | Elise Kim Collection                     | Elle Fashion Show Fall/Winter 2012-2013   | Elise Kim            | [ 9 ]  |
| 2012 | First Face |                                          | Thời trang và Cuộc sống                   | Anh Thư              |        |
| 2012 | Vedette    |                                          | Thời trang và Đam mê                      | Diễm My              | [ 10 ] |
| 2013 | Vedette    |                                          | Thời trang và Cuộc sống                   | Kiều Việt Liên       |        |
| 2013 | Vedette    |                                          | Thời trang và Đam mê                      | Vũ Thu Phương        |        |
| 2013 | Vedette    |                                          | Thời trang và Đam mê                      | Trương Thanh Hải     | [ 11 ] |
| 2013 | Vedette    |                                          | Thời trang và Đam mê                      | Thủy Nguyễn          | [ 12 ] |
| 2013 | Vedette    | Gone With The Wind                       | Thời trang và Đam mê                      | Phạm Đặng Anh Thư    | [ 13 ] |
| 2013 | Vedette    |                                          | Vietnam Fashion Week 2014 Spring/Summer   | Võ Công Khanh        | [ 14 ] |
| 2013 | Model      | Butterfly                                | Thời trang Thu Đông                       | Đỗ Mạnh Cường        |        |
| 2014 | Model      | Hương sắc mùa thu                        | Thời trang và Cuộc sống                   | Nguyễn Tuấn          |        |
| 2014 | First Face | Hương Sen                                | Đẹp Fashion                               | Văn Ngời – Bảo Thạch |        |
| 2014 | First face | Đêm phương đông                          | Festival Huế                              | Minh Hạnh            |        |
| 2014 | First face | Asian Soul                               | Thời trang và Cuộc sống                   | Đinh Bách Đạt        |        |
| 2014 | Vedette    | Ban mai tình yêu                         | Thời trang và Cuộc sống                   | Huỳnh Lợi            |        |
| 2014 | Vedette    | Sắc hoa                                  | Thời trang và Cuộc sống                   | Cường Thịnh          | [ 15 ] |
| 2014 | Vedette    | Đen trắng                                | Thời trang và Cuộc sống                   | Hoàng Ngân           | [ 16 ] |
| 2014 | Vedette    | Chuyến tàu tình yêu                      | Chuyến tàu tình yêu                       | An Nhiên             |        |
| 2014 | Vedette    | Đam mê hội tụ                            | Đam mê hội tụ                             | Phan Tâm             |        |
| 2014 | Vedette    | Cuộc chiến của sắc màu                   | Thời trang Thu Đông                       | Võ Công Khanh        |        |
| 2014 | Model      | New York Fashion Week                    |                                           |                      |        |
| 2014 | Model      | The Twins                                | Thời trang Thu Đông                       | Đỗ Mạnh Cường        |        |
| 2015 | Model      | La Vie En Rose                           | Thời trang Xuân Hè                        | Đỗ Mạnh Cường        |        |
| 2015 | Model      | Sự biến đổi kỳ diệu                      | Những ngày văn hóa Việt Nam tại Hoa Kỳ    | Quang Nhật           |        |
| 2015 | Model      | Sự biến đổi kỳ diệu                      | Những ngày văn hóa Việt Nam tại Hoa Kỳ    | Lan Hương            |        |
| 2015 | Model      | Sự biến đổi kỳ diệu                      | Những ngày văn hóa Việt Nam tại Hoa Kỳ    | Chula                |        |
| 2015 | Model      | Sự biến đổi kỳ diệu                      | Những ngày văn hóa Việt Nam tại Hoa Kỳ    | Minh Hạnh            |        |
| 2015 | Model      |                                          | Vietnam International Fashion Week        | Phương Bùi           |        |
| 2015 | Model      |                                          | Vietnam International Fashion Week        | Hùng Việt            |        |
| 2015 | Model      |                                          | Vietnam International Fashion Week        | Lan Hương            |        |
| 2015 | Model      |                                          | Vietnam International Fashion Week        | Nhi Hoàng            |        |
| 2015 | Vedette    |                                          | Vietnam International Fashion Week        | Quang Nhật           |        |
| 2015 | Vedette    | La Vie On Rose                           | Spring/Summer                             | Đỗ Mạnh Cường        |        |
| 2015 | Vedette    | Ange ou Démon - Thiên thần hay Ác quỷ    | Thời trang Thu Đông                       | Chung Thanh Phong    |        |
| 2016 | Vedette    | Áo dài Việt                              | Fashion Asia Award                        | Đinh Văn Thơ         |        |
| 2016 | Vedette    |                                          | Elle Fashion Journey 2016                 | Quang Nhật           |        |
| 2016 | First face | The Little Black Dress                   | Thời trang Thu Đông                       | Đỗ Mạnh Cường        |        |
| 2017 | First face | Dexon Collection                         | Mốt và Cuộc sống                          | Dexnol Trần          |        |
| 2017 | Vedette    | Sắc hoa quyền lực                        | Mốt và Cuộc sống                          | Sensorial            |        |
| 2017 | Vedette    | Oriental Crazy Dot                       | Vietnam International Fashion Week        | Hà Linh Thư          |        |
| 2017 | Vedette    | Vanity Fair - Hội chợ phù hoa            | VietNam International Fashion Week        | Katy Nguyễn          |        |
| 2017 | Vedette    | Men ready to wear fall winter            | VietNam International Fashion Week        | Nguyễn Tiến Truyển   |        |
| 2017 | Vedette    | Sea Life                                 | VietNam International Fashion Week        | Cory Trần            |        |
| 2017 | Vedette    | Enchanté                                 | VietNam International Fashion Week        | Claret Giang Lê      |        |
| 2017 | First Face | Earth's Stories                          | VietNam International Fashion Week        | Eva de Eva           |        |
| 2017 | Model      | Life in Color                            | Thời trang Xuân Hè                        | Đỗ Mạnh Cường        |        |
| 2017 | Vedette    | Dạ hội                                   | Vip Party Fitness Model                   | Tuyết Lê             |        |
| 2017 | Vedette    | Shine in the night                       | Đức Vince Fashion Show                    | Đức Vince            |        |
| 2018 | Vedette    | Mỵ Châu                                  | Tuần lễ Thời trang Quốc tế Việt Nam       | Văn Thành Công       |        |
| 2018 | First Face | The boyfriend's jacket                   | Vietnam International Fashion Week        | Hà Linh Thư          |        |
| 2018 | Vedette    | Reflection                               | Vietnam International Fashion Week        | Nguyễn Tiến Truyển   |        |
| 2018 | First Face | Nàng thơ Hà Nội                          | VietNam International Fashion Week        | Lâm Gia Khang        |        |
| 2018 | Vedette    | Thanh Cong Collection                    | Phong cách và Cuộc sống                   | Văn Thành Công       |        |
| 2018 | Vedette    | Vũ điệu ánh sao                          | Phong cách và Cuộc sống                   | Mai Phương Trang     |        |
| 2018 | Vedette    | Eternal Beauty                           | A Magical Journey                         | PNJ                  |        |
| 2018 | Vedette    | Spring/Summer                            | Thời trang Xuân Hè                        | Đỗ Mạnh Cường        |        |
| 2018 | Vedette    | Mix & Match                              | Thời trang Thu Đông                       | Đỗ Mạnh Cường        |        |
| 2018 | First Face | Domino 68                                | Vũ Ngọc & Son Show                        | Vũ Ngọc & Son        |        |
| 2018 | Vedette    | Eternal Beauty                           | A Magical Journey                         | PNJ                  |        |
| 2018 | Vedette    | Glory Nights                             | City Gym                                  | Ivan Trần            |        |
| 2018 | Vedette    | Vũ điệu ánh sao                          | Phong cách & Cuộc sống                    | Mai Phương Trang     |        |
| 2018 | Vedette    | In to the dark                           | Đỗ Long Show                              | Đỗ Long              |        |
| 2019 | Vedette    | Feminism                                 | Lý Quý Khánh Show                         | Lý Quý Khánh         |        |
| 2019 | Vedette    | You got this                             | The Perennial Winter Fashion Show         | Trần Đạt             |        |
| 2019 | Vedette    | Vũ điệu Á Đông                           | Asian Kids Fashion Week                   | Phương Hồ            |        |
| 2019 | Vedette    | I Am Superstar                           | Spring/Summer Show Chung Thanh Phong      | Chung Thanh Phong    |        |
| 2019 | Vedette    | Spring/Summer                            | Back to nature                            | Đỗ Mạnh Cường        |        |
| 2019 | Vedette    | You got this                             | The Perennial                             | Trần Đạt             |        |
| 2019 | Vedette    | Goddess of the Stars                     | Star Award                                | Linh San             |        |
| 2019 | Vedette    | The Drama Queen                          | Vietnam International Fashion Week        | Nguyễn Tiến Truyển   |        |
| 2019 | Vedette    | Gorgeoug On                              | VietNam International Fashion Week        | Wuan Phan            |        |
| 2019 | Vedette    | Trâm Anh Thế Phiệt                       | VietNam International Fashion Week        | Lê Long Dũng         |        |
| 2019 | Vedette    | Meuw Gene                                | VietNam International Fashion Week        | Chung Thanh Phong    |        |
| 2019 | First Face | Lãng du                                  | Vũ Ngọc & Son Show                        | Vũ Ngọc & Son        |        |
| 2019 | First Face | Hoàng hoa - Queen of Love                | Vũ Ngọc & Son Show                        | Vũ Ngọc & Son        |        |
| 2020 | Vedette    | Love One                                 | VietNam International Fashion Festival    | Kiều Việt Liên       |        |
| 2020 | Vedette    | Khúc hòa ca Tropicana vùng Châu Á        | VietNam International Fashion Festival    | Nguyễn Tiến Truyển   |        |
| 2020 | Vedette    | Rose & Child                             | VietNam International Fashion Festival    | Tuấn Trần            |        |
| 2020 | Vedette    | Everyday Is A Festival                   | VietNam International Fashion Festival    | Lý Giám Tiền         |        |
| 2020 | First Face | Em ơi                                    | VietNam International Fashion Week        | Long NG              |        |
| 2020 | Vedette    | The New Black                            | VietNam International Fashion Week        | Nguyễn Tiến Truyển   |        |
| 2020 | Vedette    | Chạm                                     | VietNam International Fashion Week        | Hoàng Minh Hà        |        |
| 2020 | Vedette    | Vie actuelle à Saïgon - Sài Gòn thế đó   | VietNam International Fashion Week        | Lê Long Dũng         |        |
| 2020 | Vedette    | Minh tinh                                | VietNam International Fashion Week        | Bảo Bảo              |        |
| 2020 | Vedette    | Im happy                                 | VietNam International Fashion Week        | Thảo Nguyễn          |        |
| 2020 | Vedette    | Đêm đông cuối cùng                       | Vietnam Runway Fashion Week               | Lê Long Dũng         |        |
| 2020 | Vedette    | Sensation                                | Vietnam Runway Fashion Week               | Phan Anh Tuấn        |        |
| 2020 | Vedette    | Vũ điệu Á Đông                           | Asian Kids Fashion Week                   | Phương Hồ            |        |
| 2020 | Vedette    | Vàng son                                 | Vu Ngoc & Son Show                        | Vu Ngoc & Son        |        |
| 2021 | Vedette    | Radiance                                 | VietNam International Fashion Festival    | Nguyễn Minh Tuấn     |        |
| 2021 | Vedette    | Mellow                                   | VietNam International Fashion Festival    | Hoàng Minh Hà        |        |
| 2021 | Vedette    | Reborn - Tái sinh                        | VietNam International Fashion Week        | Hoàng Hải            |        |
| 2021 | Vedette    | Follow the chemistry                     | VietNam International Fashion Week        | Quý Cao              |        |
| 2021 | Vedette    | Việt Nam rực rỡ gấm hoa                  | VietNam International Fashion Week        | Lê Long Dũng         |        |
| 2022 | Vedette    | Ngày ấy và tôi                           | Celebration Fashion Week                  | Nguyễn Tùng Chinh    |        |
| 2022 | Vedette    | Be your Queen                            | VietNam International Fashion Week        | Jang Hana            |        |
| 2022 | Vedette    | Rose Secret                              | VietNam International Fashion Week        | Tuyết Lê             |        |
| 2022 | Vedette    | Thị Mầu in Paris                         | VietNam International Fashion Week        | Nguyễn Tiến Truyển   |        |
| 2022 | Vedette    | Glory Of The Queen                       | VietNam International Fashion Week        | Tracy Studio         |        |
| 2022 | Vedette    | Jovana Louis                             | VietNam International Fashion Week        | Jovana Benoit        |        |
| 2022 | Vedette    | The Under World                          | VietNam International Fashion Week        | Linh Vũ              |        |
| 2022 | Vedette    | Cổ linh                                  | Thiên đường giấc mơ 2                     | Châu Loan            |        |
| 2022 | Vedette    | Under Ocean                              | Pink Ocean – Pink show 3                  | Vương Khang          |        |
| 2022 | Vedette    | Luxury Fantasy                           | Dream On Me - NailStik Show               | Lê Long Dũng         |        |
| 2022 | Vedette    | The Signature                            | Gala Night Fashup by Tiktok               | Đỗ Long              |        |
| 2022 | Vedette    | Vùng trời bình yên                       | Vũ Ngọc & Son Show                        | Vũ Ngọc & Son        |        |
| 2022 | Vedette    | Nhiệt đới cuồng nộ                       | Extra Men Show                            | Trương Thanh Long    | [ 17 ] |
| 2023 | Vedette    | Enter A New Kingdom - Khu vườn hoàng gia | Lý Quý Khánh Show                         | Lý Quý Khánh         | [ 18 ] |
| 2023 | Vedette    | Hoa Bắc Bộ                               | Ký họa quê hương                          | Thạch Linh           | [ 19 ] |
| 2023 | Vedette    | Gửi Tây Bắc                              | Asian Kids Fashion Week                   | Thạch Linh           | [ 20 ] |
| 2023 | Vedette    | Pink Autumn                              | Pinkid Fashion Show 4                     | UEFers               |        |
| 2023 | Vedette    | Bông                                     | VietNam International Fashion Week        | Thảo Nguyễn          |        |
| 2023 | Vedette    | Green Phoenix                            | VietNam International Fashion Week        | Vũ Thu Phương        |        |
| 2023 | Vedette    | The Dream                                | Tropical Fashion Show                     |                      |        |
| 2023 | Vedette    | Barbie Girls                             | Barbie Girls Fashion Show                 | Yến Ngô              |        |
| 2023 | First Face | Rhythm Resort p2                         | Đỗ Long Show                              | Đỗ Long              |        |
| 2023 | Vedette    | Golden Brown                             | Elise Fall Winter                         | Elise                | [ 21 ] |
| 2023 | Vedette    | Tây Bắc                                  | Tây Bắc Fashion Week                      | Nguyên Quỳnh         | [ 22 ] |
| 2024 | Vedette    | Việt quốc phi thiên                      | Nguyện ước chốn thiên - Hội xuân Tam Chúc | Thạch Linh           | [ 23 ] |
| 2024 | Vedette    | Nét dân gian                             | Nguyện ước chốn thiên - Hội xuân Tam Chúc | Nguyễn Minh Công     | [ 23 ] |
| 2024 | Vedette    | Hạnh Phúc - Happy Forever                | Vũ Ngọc & Son Show                        | Vũ Ngọc & Son        |        |